# A Queda do Império Romano
The Fall of the Roman Empire (bra/prt: A Queda do Império Romano) é um filme norte-americano de 1964, do gênero drama histórico-biográfico, realizado por Anthony Mann.
O fracasso financeiro desse filme desfez as pretensões do produtor Samuel Bronston, que pretendia estabelecer um centro de produção cinematográfica em Espanha, onde também foram rodados O Rei dos Reis, El Cid e 55 Dias em Pequim[carece de fontes?].

## Prêmios e indicações
| Prêmio             | Categoria            | Recipiente      | Resultado |
| ------------------ | -------------------- | --------------- | --------- |
| Oscar 1965         | Melhor trilha sonora | Dimitri Tiomkin | Indicado  |
| Globo de Ouro 1965 | Melhor trilha sonora | Dimitri Tiomkin | Venceu    |

## Elenco
- Sophia Loren ....... Lucila
- Stephen Boyd ....... Lívio
- Alec Guinness ....... Marco Aurélio
- James Mason ....... Timonides
- Christopher Plummer ....... Cômodo
- Anthony Quayle ....... Verulo
- John Ireland ...... Balomar
- Omar Sharif ....... Soamo
- Mel Ferrer ...... Cleander
- Eric Porter ....... Juliano
- Finlay Currie ....... Senador
- Andrew Keir ....... Políbio
- Douglas Wilmer ....... Níger
- George Murcell ....... Vitorino
- Norman Wooland ....... Virgiliano
- Michael Gwynn ....... Cornélio
- Virgilio Teixeira ....... Marcelo
- Peter Damon ....... Cláudio
- Rafael Calvo ....... Lentulo
- Lena von Martens ....... Helva

## Sinopse
Marco Aurélio, na Germânia, estabelece a Pax Romana e convoca os governadores do Império para o seu quartel-general. A sua intenção é deixar o trono para Lívio e não para o seu filho Cômodo, que apresenta um comportamento colérico e egoísta. Lucila e Lívio ficam ao corrente destas intenções pouco antes de Marco Aurélio ser assassinado com uma maçã envenenada, dada por um velho adivinho, partidário de Cômodo.[carece de fontes?].
O conflito entre Cômodo e um suposto general que seria indicado por Marco Aurélio como sucessor foi retratado também em Gladiador, de Ridley Scott.